# .35 Winchester Self Loading
El .35 Winchester Self-Loading (también llamado .35SL, .35SLR o .35WSL ) es un cartucho estadounidense para rifle.

## Descripción general
Winchester introdujo el .32SL y el .35SL en el rifle semiautomático Winchester '05 como una versión de cartucho de fuego central del Winchester '03 . El .35SL resultó popular al principio entre el público en general como cartucho de caza de corto alcance, adecuado para cazar venados y osos negros, pero pronto fue reemplazado por la introducción del .351SL más potente en el Winchester '07 . 

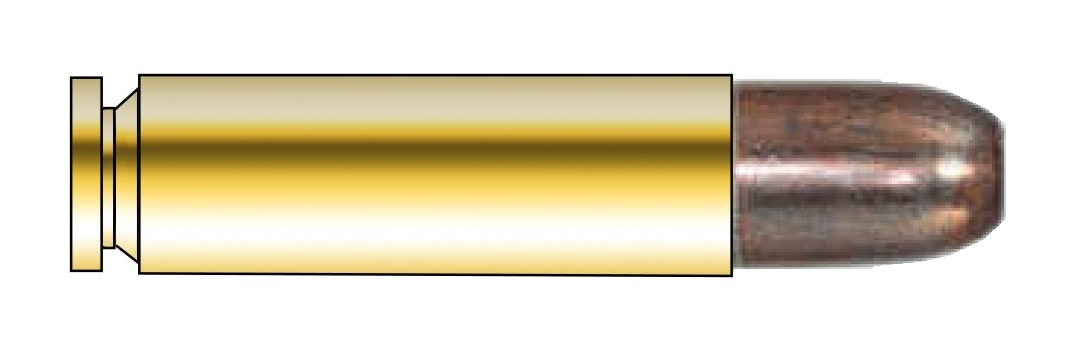
Diagrama del cartucho .35 Winchester Self-Loading.

Muchos ahora consideran que el .35SL es inadecuado para la casería de venados. Sin embargo, cuando se presentó por primera vez, el notable experto en armas de fuego Townsend Whelen señaló que el cartucho .35SL mostraba una balística similar a la del cartucho de baja presión de pólvora negra .38-40 . 

## Dimensiones

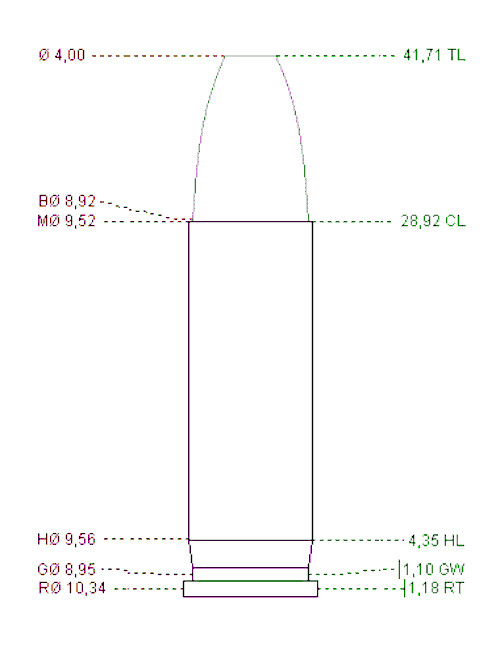